# Gossip (singel)
Gossip (zapis stylizowany: GOSSIP) – drugi singel włoskiego zespołu muzycznego Måneskin oraz amerykańskiego gitarzysty Toma Morello. Utwór został umieszczony na trzecim albumie studyjnym, zespołu Måneskin, zatytułowanym Rush!. Singel został wydany 13 stycznia 2023.
Kompozycja znalazła się na 1. miejscu listy OLiA, najczęściej odtwarzanych utworów w polskich rozgłośniach radiowych. Nagranie otrzymało w Polsce status platynowego singla, przekraczając liczbę 50 tysięcy sprzedanych kopii.

## Geneza utworu i historia wydania
Utwór napisali i skomponowali Damiano David, Ethan Torchio, Joe Janiak, Madison Love, Thomas Raggi oraz Victoria De Angelis, natomiast za produkcję utworu odpowiadali zespół Måneskin oraz Fabrizio Ferraguzzo.
Singel ukazał się w formacie digital download 13 stycznia 2023 we Włoszech za pośrednictwem wytwórni płytowej Epic Release w dystrybucji Sony Music Entertainment Italy. Piosenka została umieszczona na trzecim albumie studyjnym zespołu Måneskin – Rush!.

## „Gossip” w stacjach radiowych
Nagranie było notowane na 1. miejscu w zestawieniu OLiA, najczęściej odtwarzanych utworów w polskich rozgłośniach radiowych.

## Teledysk
Do utworu powstał teledysk w reżyserii Tommasa Ottomano, który udostępniono w dniu premiery singla za pośrednictwem serwisu YouTube.

## Lista utworów
- Digital download[2]

1. „Gossip” – 2:48

## Notowania

### Pozycje na listach airplay
| Kraj   | Lista (2023)                   | Najwyższa pozycja |
| ------ | ------------------------------ | ----------------- |
| Polska | OLiS – oficjalna lista airplay | 1                 |

## Certyfikaty
| Kraj          | Certyfikat      | Sprzedaż |
| ------------- | --------------- | -------- |
| Polska (ZPAV) | platynowa płyta | 50 000+  |